# María Rostworowski
María Rostworowski Tovar  (pronunciado /rostvoróvski/ en fonética española; Lima, 8 de agosto de 1915-Lima, 6 de marzo de 2016) fue una historiadora e investigadora social peruana de origen polaco. Famosa por sus amplios y detallados estudios sobre las culturas prehispánicas del Perú y el Imperio inca.

## Biografía

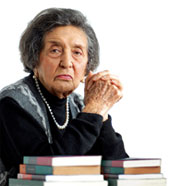
Maria Rostworowski.

María Rostworowski nació en el distrito de Barranco en Lima, el 8 de agosto de 1915. Fue hija del aristócrata polaco Jan Jacek Rostworowski y de la puneña Rita Ana Tovar del Valle. Su abuelo fue Agustín Tovar Aguilar, senador y ministro de Estado, y su tío, Karol Hubert Rostworowski, era un escritor teatral. Luego se trasladaría con su familia a Europa, donde estudió en diversos internados europeos, primero en un colegio privado en Polonia y Francia. Posteriormente en el Sacré-Cœur de Lintout de Bruselas, Bélgica, y Roedean School, Inglaterra. En estas escuelas aprendió francés, inglés y polaco. Posteriormente regresa a Perú, en donde participó en las juventudes del partido político peruano Acción Popular.
Contrajo matrimonio con su primo lejano, el conde Zygmunt Broel-Plater, hijo del conde Edward Cezar Marian Broel-Plater y de la condesa Janina Tyszkiewicz-Łohojska, con quien tuvo una hija, Krystyna Broel-Plater Rostworowski. Al divorciarse, se casó con el empresario Alejandro Díez Canseco Coronel Zegarra, hijo de Manuel Díez-Canseco y de Romaña, pariente de los condes de Alastaya. Díez-Canseco, que sería secretario general departamental de Acción Popular, tuvo una gran influencia en su vocación de historiadora. Luego de la súbita muerte de su esposo, en marzo de 1961, se trasladó al Leprosorio de San Pablo (Loreto), dirigido por el alemán Maxime Kuczynski, para trabajar como misionera, después de navegar durante un día por el río Amazonas. 
Luego, durante el primer gobierno de Fernando Belaúnde Terry, se le designó agregada cultural en la Embajada del Perú en España (1964-1968).
Rostworowski fue alumna libre de la Universidad Nacional Mayor de San Marcos, y se consideraba una sanmarquina. En San Marcos, sus dos grandes maestros fueron Raúl Porras Barrenechea, quien la introdujo a los procedimientos historiográficos y al análisis de las fuentes históricas (en especial, las Crónicas de Indias); y el antropólogo norteamericano John Murra, gracias a quien Rostworowski se adentró al estudio de la etnohistoria. En la universidad también tuvo contacto con otros maestros: Julio C. Tello, Luis Valcárcel y Luis Jaime Cisneros. 
Fue una de las fundadoras del Instituto de Estudios Peruanos, centro de investigación social y de la realidad del Perú, creado en 1964, donde se desempeñó también como investigadora principal.
Estrechamente vinculada al Instituto de Estudios Peruanos desde su fundación, María Rostworowski editó bajo su auspicio numerosas obras, entre las cuales se encuentra Historia del Tahuantinsuyo, el libro de ciencias sociales más vendido en toda la historia peruana.
Los aportes de Rostworowski para la historiografía e historia peruana a través de sus investigaciones son múltiples. En su primer libro, Pachacútec Inca Yupanqui (1953), rescata la importancia de este gobernante inca en la construcción del Tahuantinsuyo. Son importantes también sus estudios consagrados a las sociedades precolombinas de la costa peruana, un campo poco estudiado hasta entonces (Curacas y sucesiones: costa norte, 1961). Otras obras estarán orientadas a campos tan diversos como los estudios de género (La mujer en la época prehispánica, 1986) o la permanencia y cristianización de cultos precolombinos (Pachacamac y el Señor de los Milagros: una trayectoria milenaria, 1992).
Por lo tanto, su aporte no solo implica su labor en el campo histórico, principalmente, sino también en campos pocos estudiados como el rol de la mujer en el mundo andino; la historia de Francisca Pizarro, hija del conquistador Francisco Pizarro; así como otros temas en sobre la historia del Perú.
En 1978 fue nombrada miembro de número de la Academia Nacional de la Historia del Perú, de la que fue además Vicepresidenta. Así mismo, fue miembro correspondiente de la Real Academia de la Historia (España) y de la Academia Nacional de la Historia (República Argentina). Perteneció al Instituto Raúl Porras Barrenechea (Lima) y al Institute of Andean Studies (Berkeley, California). La Sociedad Geográfica de Lima la incorporó como miembro honorario. Presidió la Asociación Peruana de Etnohistoria, fundada en Lima en 1979, a iniciativa de Fernando Silva Santisteban. Para llevar adelante sus proyectos de investigación, recibió el apoyo de las fundaciones Wenner-Gren, Ford, Guggenheim y Volkswagen, del Fomciencias y del Concytec.[cita requerida]
También fue directora del Museo Nacional de Historia (1975-1980). En 1969, trabajó en el Diario Correo, que en ese entonces dirigía Roberto Ramírez del Villar. De 1973 a 1974 tuvo una plaza de investigadora en el Museo de la Cultura Peruana. En 1983 publicó lo que ella consideraba su "obra mayor": Estructuras andinas del poder: ideología religiosa y política.
Fue una autodidacta en el campo histórico y que bajo la tutela de Raúl Porras Barrenechea, le aportó interesantes temas con una mirada diferente a la historia del Perú; y por ello, es considerada una de las historiadoras del Perú.

### Fallecimiento
María Rostworowski falleció el domingo 6 de marzo de 2016, entre las 3:00 y las 3:38 de la tarde. Fue enterrada en el Cementerio Jardines de la Paz, en Lurin.

## Obras

### Libros
- Pachacútec Inca Yupanqui (1953)
- Curacas y sucesiones: costa norte (1961)
- Los ascendientes de Pumacahua (1963)
- Etnia y sociedad: costa peruana prehispánica (1977 y 1989)
- Señoríos indígenas de Lima y Canta (1978)
- Recursos naturales renovables y pesca: siglos XVI y XVII (1981)
- Estructuras andinas del poder: ideología religiosa y política' (1983)
- La mujer en la época prehispánica (1986)
- Entre el mito y la historia: psicoanálisis y pasado andino, con Max Hernández, Moisés Lemlij, Luis Millones y Alberto Péndola, (1987)
- Conflicts over Coca Fields in XVI century Perú (1988)
- Historia del Tahuantinsuyo (1.ª edición: 1988); (2.ª edición 2001); (3.ª edición 2015)
- Doña Francisca Pizarro: una ilustre mestiza (1534-1598) (1989)
- Pachacámac y el Señor de los Milagros: una trayectoria milenaria (1992)
- Las visitas a Cajamarca. 1571-72/1578. Documentos (1992, 2 tomos, con Pilar Remy)
- Ensayos de historia andina (1993 y 1998)
- La mujer en el Perú prehispánico (1995)
- Kon, el dios volador y el pequeño Naycashca, con ilustraciones de Claudine Gaime, (1995)
- La muerte del sol y otros cuentos del Antiguo Perú (1996)
- El origen de los hombres y otros cuentos del Antiguo Perú (1996)
- María Fernanda Alvarado Ágreda(1996)
- Pachacútec y la leyenda de los chancas (1997)
- El señorío de Pachacámac (1999).
- Historia de los Incas (Lima: Editorial PROLIBRO, Editorial Bruño, 1999)
- Los Incas (Lima: Fundación Telefónica, 2000) (en CD-ROM)
- Incas Enciclopedia temática del Perú. Edición de El Comercio, Lima (2004) ISBN  9972-752-00-3 de la Colección; ISBN  9972-752-01-1 del Libro; 120 mil ejemplares
- Obras completas (2005)

### Artículos en revistas especializadas
- Allpanchis Phuturinqa ("Las macroetnías en el ámbito andino")
- Boletín de Lima ("Mitos andinos relacionados con el origen de las subsistencias")
- Boletín del Seminario de Arqueología IRA-PUCP ("Breve ensayo sobre el señorío de Ychma o Ychima" y " Urpay Huáchac y el ‘símbolo del mar’ ")
- Boletín de la Sociedad Geográfica de Lima ("El enfrentamiento entre Huáscar y Atahualpa")
- Bulletin de l’Institut Français d’Études Andines ("El señorío de Changuco - costa norte")
- Cahiers du Monde Hispanique et Luso-Brésilien ("Visitas de indios en el siglo XVI")
- Fanal ("El apogeo del Imperio")
- Journal de la Société des Américanistes ("Orden religioso de los dibujos y rayas de Nazca")
- Journal of the Steward Anthropological Society ("Analysis of Historical Information in the Royal Commentaries")
- Latin American Indian Literatures Journal ("El dios Con y el misterio de la pampa de Nazca")
- Revista del Archivo Nacional ("Nuevos aportes para el estudio de la medición de tierras en el Virreinato e Incario")
- Revista del Museo Nacional ("Nuevos datos sobre tenencia de tierras reales en el Incario" y "Etnohistoria de un valle costeño durante el Tahuantinsuyu")
- Southwestern Journal of Anthropology ("Succession, Cooption to Kingship and Royal Incest among the Inca")

## Premios y reconocimientos
- Condecoración Orden El Sol del Perú, en el grado de comendador (2001)
- Condecoración de la Orden de las Palmas Magisteriales, en el grado de Amauta (1990)
- Premio Nacional de Historia Inca Garcilaso (1953) [aprobado, pero no entregado; se lo dieron a otra persona, por razones políticas]
- Premio Howard F. Cline for American History / Honorable Mention (1981)
- Premio ‘Juan Mejía Baca al autor’ (1993)
- Medalla y diploma de la ciudad de Lima (1994)
- Premio ‘Sigillo D’Oro’ del Centro Internacional de Etnohistoria (Palermo-Italia, 1996)
- Premio Southern-Perú (2001) y Medalla José de la Riva-Agüero y Osma a la creatividad humana, otorgado por la Pontificia Universidad Católica del Perú, a propuesta del Instituto de Estudios Peruanos y de la Fundación Telefónica del Perú
- Doctor honoris causa:
  - Pontificia Universidad Católica del Perú (1996)
  - Universidad Nacional de San Agustín de Arequipa (1991)
  - Universidad Femenina del Sagrado Corazón (1996)
  - Universidad Nacional de Trujillo (1997)
  - Universidad Nacional Mayor de San Marcos (2008)
  - Universidad de Varsovia (2010)
- Profesora honoraria de la Universidad Católica de Santa María (Arequipa) 1996
- En 1997, la Biblioteca Nacional del Perú colocó su retrato en la Galería de Intelectuales[cita requerida]
- Orden al Mérito de la Mujer (2004)
- Orden del Árbol de la Quina, en el grado de Gestor de la Conservación (2015)[9]
- En 2022, el Banco Central de Reserva del Perú puso en circulación de los billetes de 50 soles con imagen de María Rostworowski.[10]